# Suburban Lawns (album)
Suburban Lawns är det enda studioalbumet av det amerikanska bandet med samma namn, utgivet på vinyl 1981 av I.R.S. Records.

## Låtlista[1]

### Sida A
| Nr | Titel                | Längd |
| -- | -------------------- | ----- |
| 1. | Flying Saucer Safari | 2:12  |
| 2. | Pioneers             | 2:05  |
| 3. | Not Allowed          | 2:16  |
| 4. | Gossip               | 2:29  |
| 5. | Intellectual Rock    | 2:05  |
| 6. | Protection           | 1:54  |
| 7. | Anything             | 1:38  |

### Sida B
| Nr | Titel               | Längd |
| -- | ------------------- | ----- |
| 1. | Janitor             | 2:30  |
| 2. | Computer Date       | 1:06  |
| 3. | Mom and Dad and God | 1:56  |
| 4. | Unable              | 1:31  |
| 5. | When in the World   | 2:48  |
| 6. | Green Eyes          | 2:53  |
| 7. | Jam the Controls    | 1:06  |